# 싸이몬
싸이몬(CIMON)은 대한민국의 산업 자동화 및 스마트팩토리 솔루션 기업이다. 주력 제품은 공정제어용 PLC, 운영 터치패널인 HMI 등 하드웨어와 시스템통합관리용 산업자동화 소프트웨어 SCADA 등이다.

1999년 창업자 안재봉회장이 케이디티시스템즈라는 이름으로 설립하였다. 2013년 브랜드 이름인 싸이몬으로 사명을 변경하며 브랜드와 사명을 통일했다. 싸이몬은 산업시설, 공장, 건물 등에 사용되는 자동화 시스템을 비롯 산업자동화 솔루션과 스마트팩토리 구축사업을 자체 기술력으로 소화하여 CIMON PLC, HMI, SCADA 등의 연구개발(R&D) 시스템을 만들기 위해 노력해 왔다.
싸이몬은 자동화 공정에 필요한 통합관리용 소프트웨어인 SCADA와 산업용 PLC(Programmable Logic Controller), 산업용 컴퓨터 등 산업자동화의 핵심 제품들을 자체 개발 및 생산하고 있다. 싸이몬이 개발한 터치패널 HMI 장비인 XPANEL은 선박인증(한국선급·KR)을 획득했다. 싸이몬에서 생산하는 SCADA, HMI와 PLC는 공장자동화(FA) 단위 장비, 수처리 시스템, 전력 제어 시스템, 조명 제어 시스템, 공조 냉난방 감시 제어 시스템 등은 한국의 산업자동화 전반에 사용되고 있으며, 싸이몬의 SCADA 프로그램은 국내에서 60%가 넘는 시장점유율을 기록하고 있다.  싸이몬의 2022년 매출은 약 381억원 이었다.
국내에는 용인본사와 부산등 2개 사업장을 보유하고 있으며 해외에는 미국, 태국, 브라질, 독일 등 세계 각국에 법인 및 대리점을 보유하고 해외 사업영역을 빠르게 확대해 나가고 있다.

## 위치
본사는 경기도 용인시 수지구 포은대로59번길37 이고, 부산에 사무소가 있다

## 주요 연혁
2023년 SCADA PRO 출시
2023년 수출의탑 백만불 대통령상 수상
2023년 싸이몬 용인 본사 확장 이전
2022년 동반성장위원회 – ESG 우수중소기업 선정
2020년 고용노동부 청년 친화 강소기업 선정
2019년 조달청우수제품 인증획득(제2019217호)
2018년 SCADA v3.90 소프트웨어 GS 품질인증 획득
2017년 경기 가족친화 일하기 좋은 기업 인증
2017년 한국산업대상 미래창조과학부장관상/ 연구개발부문
2016년 싸이몬 서울사무소 개소
2016년 중소기업대상 기술혁신대상 수상
2014년 Touch Screen Control Panel KR 인증획득 (한국선급)
2014년 CIMON-NT/NP/NU Series 출시
2014년 PLC 통신 보안 모듈(국가정보원검증필) 출시
2014년 CIMON-BEMS (싸이몬통합빌딩에너지관리시스템) 출시
2013년 주식회사 싸이몬으로 사명 변경
2011년 CIMON-SCADA MOBILE 출시
2010년 소형PLC, PLCS 출시
2006년 CIMON-Xpanel 개발 출시
2003년 CIMON-TOUCH(SCADA를탑재한산업용 PC) 개발출시
2002년 CIMON-IPC(산업용 PC) 개발 출시
2001년 CIMON-PLC, CIMON-PC 개발 출시
1999년 배전자동화 단말장치 개발 출시
1999년 Windows 기반 산업자동화 소프트웨어(SCADA) 출시